# Serce śmiałka
Serce śmiałka / Serce bohatera (ros. Сердце храбреца, Sierdce chrabrieca) – radziecki film animowany z 1951 roku w reżyserii Giennadija Filippowa i Borisa Diożkina. Film jest oparty na utworze Dmitrija Nagiszkina pt. Siedem strachów (Семь страхов), który powstał na motywach udehejskiej bajki ludowej. W 1953 roku film wyróżniono dyplomem na V Międzynarodowym Festiwalu Filmowym w Wenecji.

## Animatorzy
Wadim Dołgich, Roman Dawydow, Dmitrij Biełow, Faina Jepifanowa, Walentin Łałajanc, Lidija Riezcowa

## Obsada głosowa
- Nina Zorskaja – matka
- Leonid Pirogow –
  - orzeł,
  - Kamienny Człowiek Kamzamu
- Nikołaj Gorłow
- Jurij Lubimow
- Anatolij Szczukin

## Fabuła
Pewnego razu dwaj bracia, Indyga i Sołondyga, wybrali się na polowanie. W pogoni za jeleniem obaj chłopcy zapuścili się w las. Nieoczekiwanie na ich drodze pojawia się tygrys. Sołondyga wdrapuje się na skały, natomiast Indyga ucieka zostawiając brata w potrzebie. Chłopak wraca do domu i opowiada o całym wydarzeniu swojej matce. Matka jest rozczarowana postawą syna. Nakazuje chłopcu wrócić do lasu i ocalić brata. Indyga wyrusza mu na ratunek. W trudnej sytuacji przychodzi chłopcu z pomocą orzeł, który każe mu podążać za swoim piórem.

## Wersja polska
Seria Bajki rosyjskie – Serce śmiałka (odc. 18)
Opracowanie: Telewizyjne Studia Dźwięku – Warszawa

Reżyseria: Stanisław Pieniak

Dialogi: Stanisława Dziedziczak

Opracowanie muzyczne: Janusz Tylman

Dźwięk:
- Robert Mościcki,
- Jerzy Rogowiec,
- Marcin Kijo

Montaż:
- Elżbieta Joël,
- Dorota Sztandera

Kierownictwo produkcji: Ala Siejko

Wystąpili:
- Jacek Bończyk – Indyga
- Krzysztof Strużycki –
  - Sołondyga,
  - jeżyk
- Iwona Rulewicz – matka
- Ryszard Olesiński –
  - orzeł,
  - Błotny Król Boko
- Włodzimierz Press –
  - Kamienny Człowiek Kamzamu,
  - narrator
- Beata Jankowska-Tzimas – wiewiórka

Lektor: Krzysztof Strużycki